# Petrovaradin
Petrovaradin (en serbe cyrillique Петроварадин ; en allemand : Peterwardein ; en français : Pierre Varadin) est une ville et une municipalité urbaine de Serbie situées dans la province autonome de Voïvodine et sur le territoire de la ville de Novi Sad, dans le district de Bačka méridionale. Au recensement de 2011, la ville intra muros comptait 14 810 habitants et la municipalité dont elle est le centre 33 865.

## Géographie
Petrovaradin, situé au nord de la Serbie dans la province autonome de Voïvodine, se trouve dans la région géographique de la Syrmie. Petrovaradin est également une des deux municipalités qui composent la Ville de Novi Sad et son territoire représente 25 à 30 % de la superficie de cette Ville, soit 100 à 130 km2, dont 30 % font partie de la zone urbaine de Novi Sad. La plus grande partie du secteur qui se trouve en dehors de la zone urbaine est située dans le massif montagneux de la Fruška gora.

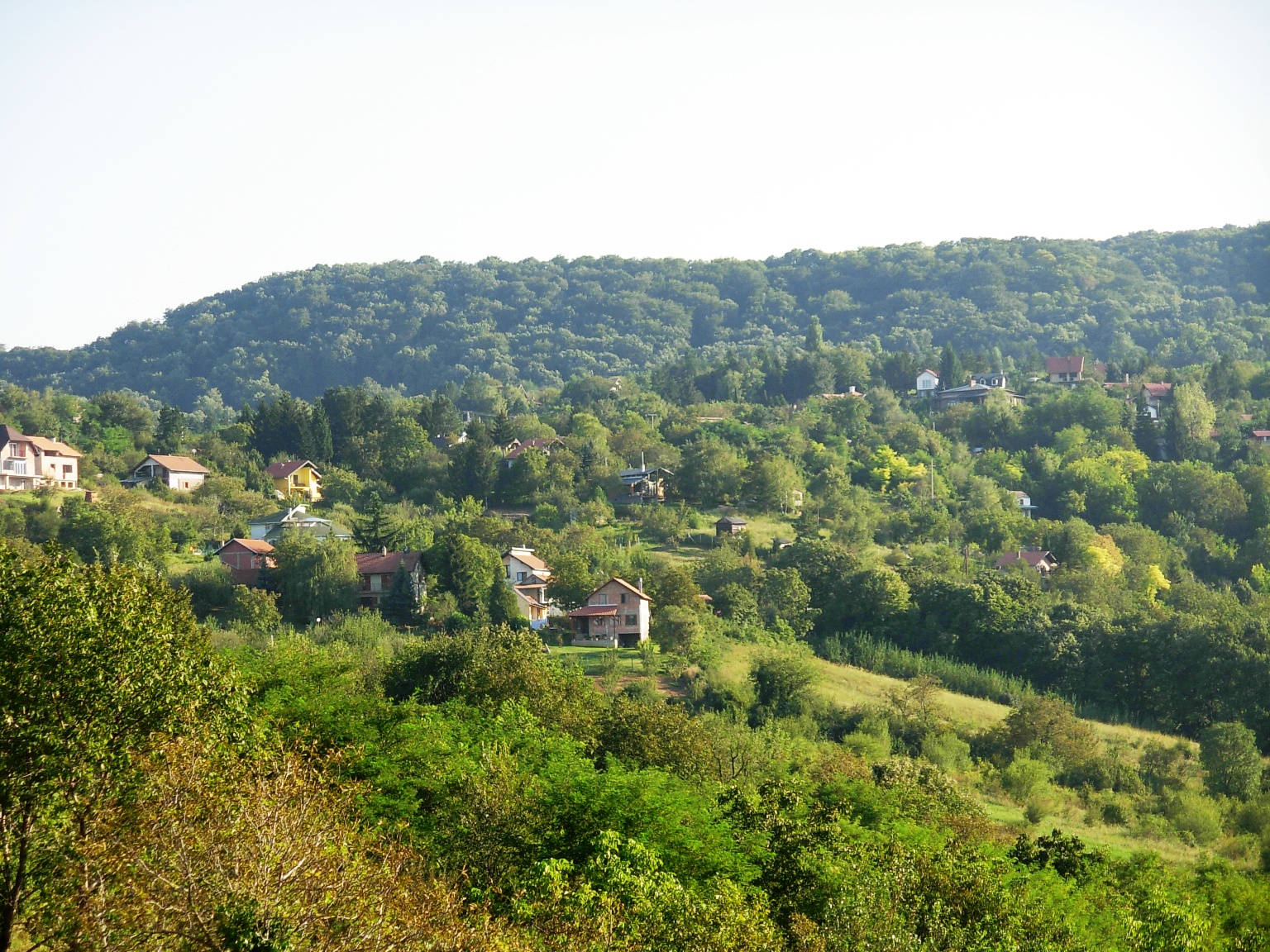
Vue du hameau de Popovica, au pied de la Fruška gora

## Histoire

### Des origines à l'occupation turque
Dans la région de l'actuel Novi Sad, les archéologues ont mis au jour des vestiges d'occupation humaine remontant à l'Âge de la pierre (vers 4 500 av. J.-C.). À cette époque un village était situé sur la rive droite du Danube à l'emplacement de Petrovaradin.

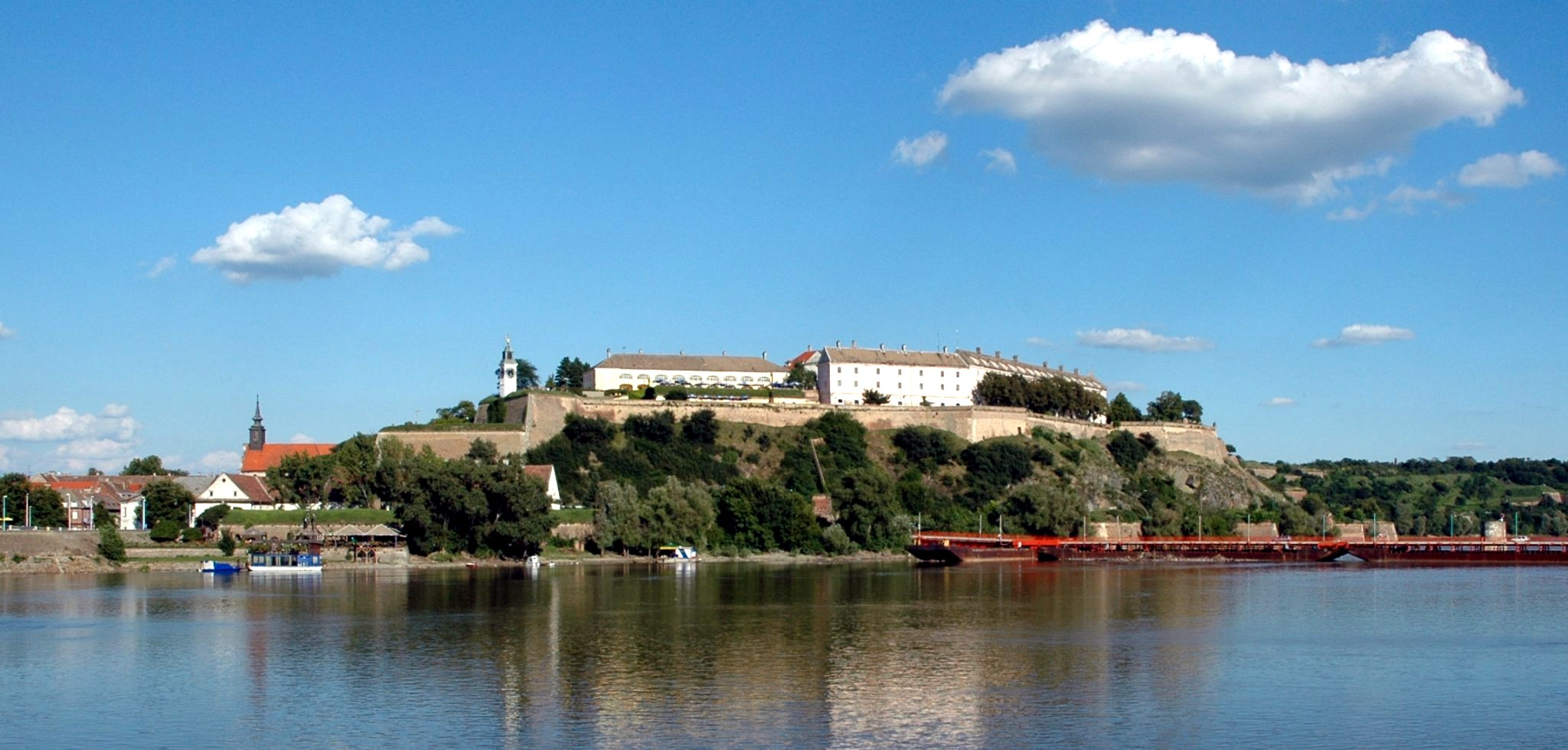
La forteresse de Petrovaradin sur le Danube

Au IVe siècle av. J.-C., cette région fut habitée par les Celtes, qui y construisirent une première forteresse. Puis, au Ier siècle, la ville fut conquise par les Romains, qui y édifièrent une forteresse plus importante à laquelle ils donnèrent le nom de Cusum. La ville et sa région furent alors intégrée dans la province de Pannonie. Au Ve siècle de notre ère, Cusum fut détruite lors de l'invasion des Huns.
À la fin du Ve siècle, les Byzantins rebâtirent la ville, qui fut alors connue sous son ancien nom latin de Cusum et sous son nom grec de Petrikon. La ville fut ensuite conquise par les Ostrogoths, les Gépides, les Avars, les Francs et les Bulgares. Puis elle passa à nouveau sous le contrôle de l'Empire byzantin.
Au XIIe siècle, la ville fut conquise par le royaume de Hongrie ; dans des documents datés de 1237, la ville est mentionnée pour la première fois sous le nom de Pétervárad. En 1526, les Ottomans s'emparèrent de la ville et lui donnèrent le nom de Varadin. Pendant la présence turque, Petrovaradin comptait 200 foyers et trois mosquées. La ville possédait également un quartier chrétien qui comptait 35 foyers habités par des Serbes.
En 1687, elle entra dans les possessions des Habsbourg et fut connue sous le nom de Peterwardein.

### DuXVIIIesiècleauXXesiècle

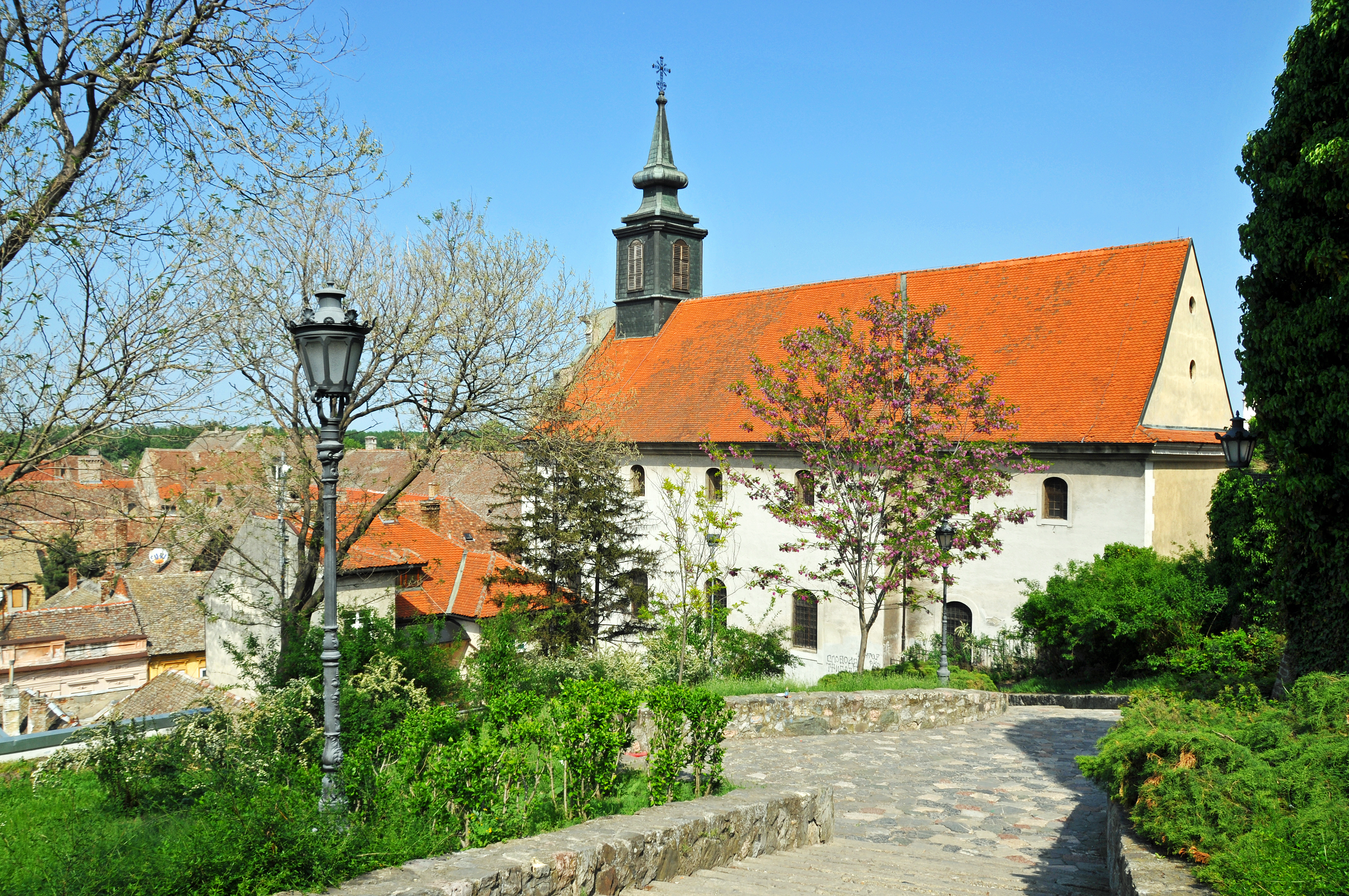
L'église Saint-Georges à Petrovaradin, 1701-1714

Le 5 août 1716, Petrovaradin fut le site d'une importante bataille dans laquelle le prince Eugène de Savoie vainquit les Ottomans commandés par le grand vizir Ali Coumourgi. Le prince Eugène s'empara ensuite de Belgrade en 1717, obligeant les Turcs à signer le traité de Passarowitz en juillet 1718.
Pendant la période autrichienne, Petrovaradin fut rattachée à la frontière militaire. En 1848-1849, au moment de l'insurrection serbe contre les Habsbourg, la ville fit partie de la voïvodine de Serbie. Mais en 1849, elle réintégra la Frontière. Après la suppression de cette province, en 1881, la ville fut rattachée à la Croatie-Slavonie, un royaume autonome au sein de l'Autriche-Hongrie.
Après la dislocation de l'Empire austro-hongrois en 1918, la ville fit partie du royaume des Serbes, Croates et Slovènes, qui, en 1929, devint le royaume de Yougoslavie.
Pendant la Seconde Guerre mondiale, Petrovaradin fut occupée par les puissances de l'Axe et rattachée à l'État indépendant de Croatie. Après la guerre, elle fut rattachée à la province de Voïvodine, région autonome au sein de la république fédérative socialiste de Yougoslavie.

## Subdivisions administratives

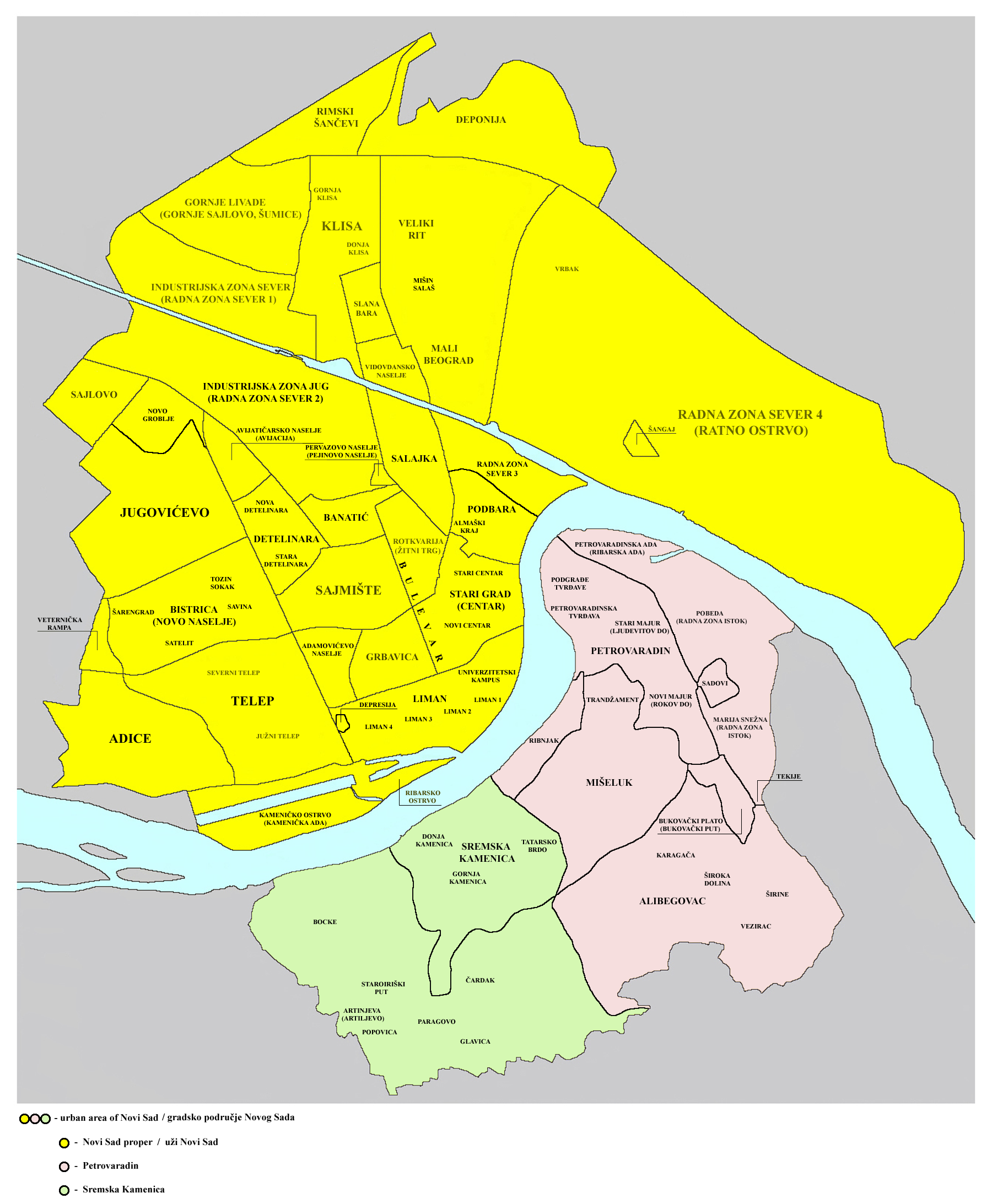
Localisation de la municipalité de Petrovaradin dans l'agglomération de Novi Sad

Avant 2002, Petrovaradin faisait partie de la municipalité de Novi Sad. Depuis 2002, avec l'entrée en vigueur d'un nouveau statut, la ville de Novi Sad est divisée en deux municipalités, celle de Novi Sad et celle de Petrovaradin, qui possède sa propre administration. En revanche, les deux municipalités ne disposent pas de réels pouvoir sur leur territoire ; c'est le gouvernement de la ville de Novi Sad qui détient la véritable autorité.

### Quartiers de Petrovaradin

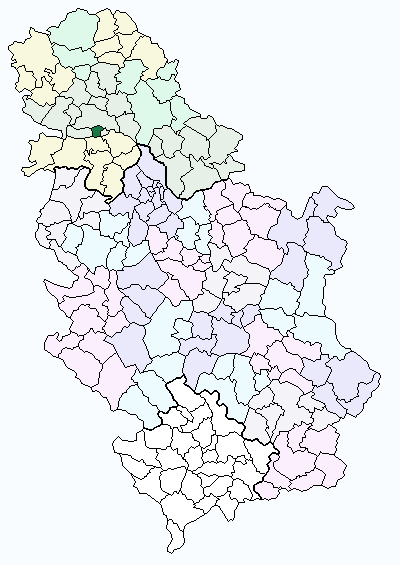
Localisation de la municipalité de Petrovaradin en Serbie

Petrovaradin est composé des quartiers suivants : Forteresse de Petrovaradin, Podgrađe Tvrđave (il s'agit d'un quartier fortifié qui fait partie du complexe de la Forteresse), Stari Majur (où se trouvent l'administration de la municipalité de Petrovaradin), Novi Majur, Bukovački Plato (Bukovački Put), Sadovi, Široka Dolina, Širine, Vezirac, Trandžament, Ribnjak, Mišeluk, Alibegovac, Radna Zona Istok (zone industrielle de Novi Sad), Marija Snežna (Radna Zona Istok) et Petrovaradinska Ada (Ribarska Ada).

### Localités de la municipalité de Petrovaradin
- Petrovaradin
- Sremska Kamenica
- Bukovac
- Ledinci
- Stari Ledinci

Petrovaradin et Sremska Kamenica sont officiellement considérés comme des villes. Les autres localités possèdent le statut de « village ».

## Démographie

### Villeintra muros

#### Évolution historique de la population dans la ville
| 1948  | 1953  | 1961  | 1971   | 1981   | 1991   | 2002   | 2011   |
| ----- | ----- | ----- | ------ | ------ | ------ | ------ | ------ |
| 5 719 | 6 428 | 8 408 | 10 477 | 10 338 | 11 285 | 13 973 | 14 810 |

|  |

#### Données de 2002
Pyramide des âges (2002)
Répartition de la population par nationalités (2002)

#### Données de 2011
Pyramide des âges (2011)
L'âge moyen de la population dans la ville intra muros était de 41 ans, 39,8 ans pour les hommes et 42,1 ans pour les femmes.

### Municipalité
Lors du recensement de 2002 en Serbie, Petrovaradin était statistiquement rattachée à la municipalité de Novi Sad ; en revanche, lors du recensement de 2011, la ville était devenue une municipalité urbaine de la Ville de Novi Sad.
Pyramide des âges (2011)
L'âge moyen de la population dans la municipalité était de 41,2 ans, 40,3 ans pour les hommes et 42,1 ans pour les femmes.
Répartition de la population par nationalités dans la municipalité (2011)
Toutes les localités de la municipalité possèdent une majorité de peuplement serbe.

## Culture

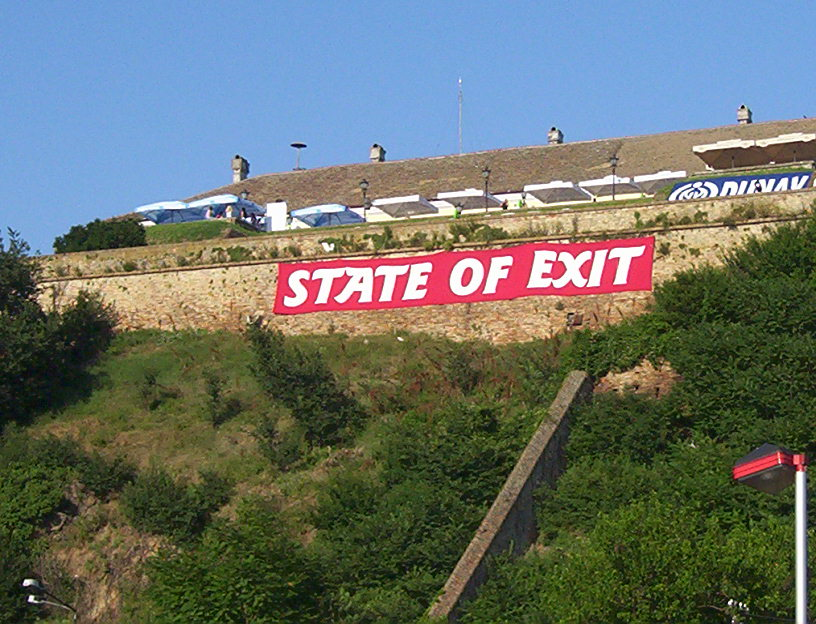
La forteresse de Petrovaradin pendant l'État d'EXIT

Petrovaradin est célèbre pour le Festival EXIT, également connu sous le nom d'« État d'EXIT ». Consacré à la musique rock, il a lieu chaque année pendant quatre jours dans l'enceinte de la forteresse. En 2007, il a reçu le prix du meilleur festival européenne (UK Festival Awards 2007).

## Architecture
La forteresse de Petrovaradin constitue l'un des bâtiments les plus intéressants de la ville ; pour l'essentiel, elle a été construite entre 1692 et 1780 sur des plans de Vauban. Petrovaradin conserve également d'autres édifices anciens et notamment des églises, comme l'église catholique Saint-Georges construite entre 1701 et 1714, l'église catholique Notre-Dame-des-Neiges, construite en 1881 ou encore l'église Saint-Pierre Apôtre, construite en 1922.

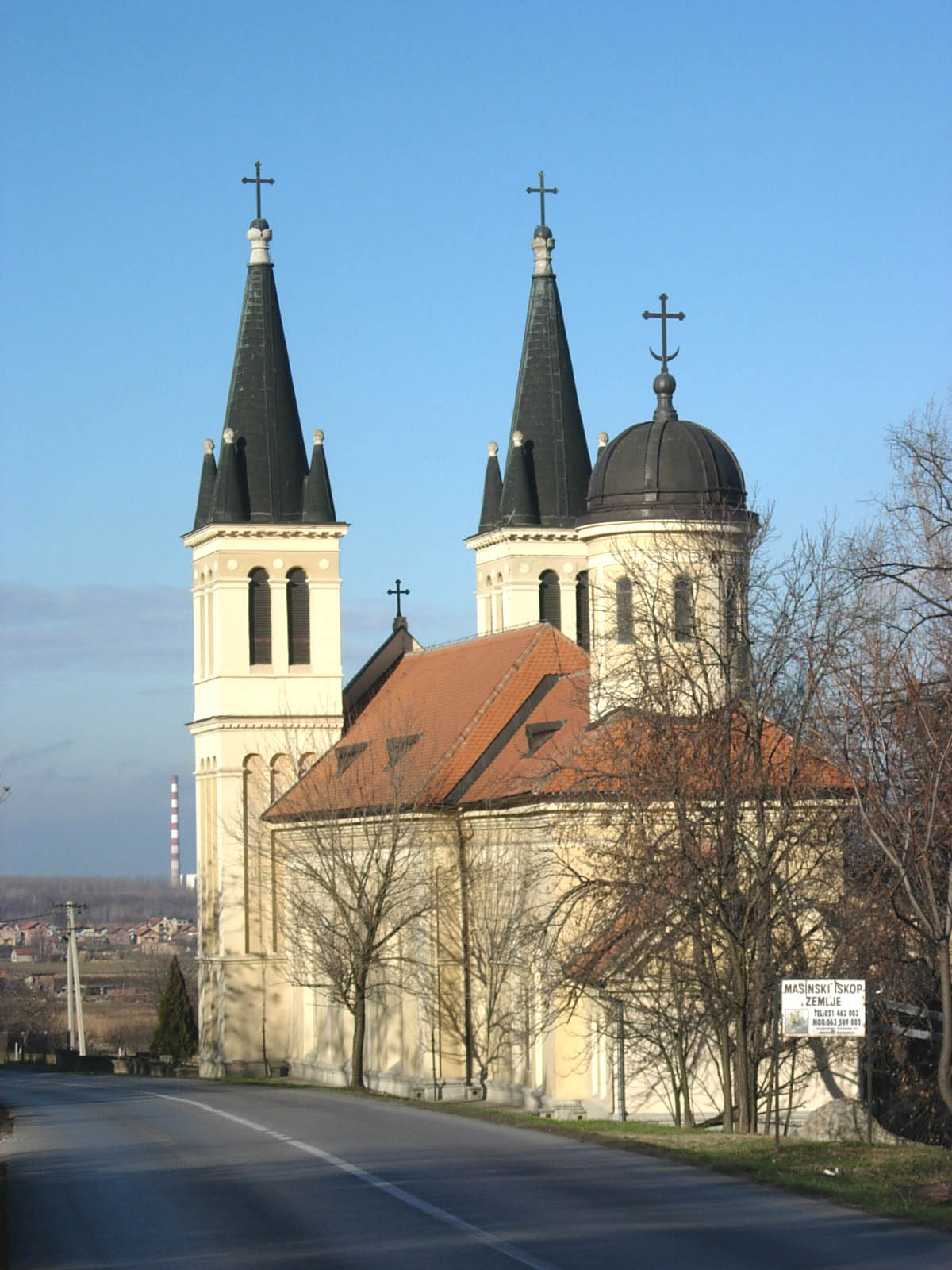
L'église catholique Notre-Dame-des-Neiges
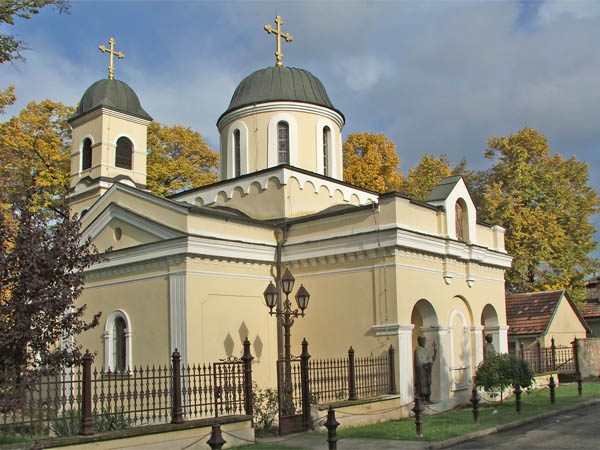
L'église orthodoxe Saint-Paul

## Économie
Petrovardin est le siège de la société Pobeda holding, qui, à travers cinq filiales, propose des chariots élévateurs à fourche, des machines-outils, des transmissions et des valves,. Cette entreprise entre dans la composition du BELEXline, l'un des trois indices de la Bourse de Belgrade.

## Personnalités
- Josip Jelačić Bužimski, ban de Croatie
- Karl Wolff, juriste